# Schroefinjectiepaal
Een schroefinjectiepaal is een soort paalfundering. Het is een grondverdringende stalen buispaal met schroefpunt die met groutinjectie wordt ingeboord. Aan de onderzijde is de paal voorzien van een injectie-opening waardoorheen het grout tijdens het boren wordt geïnjecteerd. Het grout vermindert tijdens het boren de weerstand in de grond en verhoogt de aanhechting in de grond na verharding. Bovendien beschermt het grout de paal tegen corrosie en verhoogt het de sterkte van de paalconstructie. Tijdens het boren in zandlagen wordt het grout met het zand gemengd, waardoor de diameter van de paal door het schroefblad wordt bepaald.
fundering op staal · fundering op putten · grondverbetering · paalfunderingen (lijst van funderingspaalsystemen) · verdichten